# 広徳寺 (海津市)
広徳寺（こうとくじ）は岐阜県海津市海津町高須にある聖観世音菩薩を本尊とする臨済宗妙心寺派の寺院。高須藩主徳永寿昌菩提寺。
創建年次不詳。安八郡直江（現在の大垣市直江町）で夢窓国師が興禅寺として開いたと伝わる。慶長6年（1601年）、関ヶ原の戦いを経て高須藩主となった徳永寿昌が開重和尚を招いて中興、興禅寺を広徳寺に改称した。慶長17年（1612年）に徳永寿昌が没すると当寺に葬られている。徳永氏は後に高須藩を除封されたが、子孫により徳永寿昌の百五十年忌に建立された墓碑が残されており、海津市により史跡に指定されている。